# ヒドロキシ酸

ヒドロキシ酸

ヒドロキシ酸（ヒドロキシさん、hydroxy acid）はヒドロキシ基を併せ持つカルボン酸の総称であり、ヒドロキシカルボン酸、 オキシ酸、アルコール酸などと呼ばれる場合もある。ヒドロキシ酸類は生体内に広く分布する。

## 性質
一般にカルボン酸近傍にヒドロキシ基を持つヒドロキシ酸は誘起効果により、相当する単純なカルボン酸よりも高い酸性を示す。
また脱水反応により、ラクトンや不飽和カルボン酸を生成する。
- α-ヒドロキシ酸は脱水反応により二量化環化してラクチド化合物（2,5-ジオキソ-1,4-ジオキサン誘導体）を生成しやすい。
- β-ヒドロキシ酸は脱水反応により、β脱離により不飽和カルボン酸を生成しやすい。
- γ-ヒドロキシ酸は脱水反応により、自己環化して γ-ラクトンを生成しやすい。
- δ-ヒドロキシ酸は脱水反応により、自己環化して δ-ラクトンを生成しやすい。

## 生化学
ヒドロキシ酸類は TCA回路を初めとして生体内に広く分布している。一般に対応するケト酸から各種デヒドロゲナーゼより生成される。

## 利用
広く生体に見られる物質であり自己重合する性質も持ち合わせているので、近年ではヒドロキシ酸をモノマーとする生分解性プラスチックが注目を集めている。

## 代表的なヒドロキシ酸

### 脂肪族ヒドロキシ酸
- グリコール酸
- 乳酸
- タルトロン酸
- グリセリン酸
- ヒドロキシ酪酸
  - 2-ヒドロキシ酪酸
  - 3-ヒドロキシ酪酸
  - γ-ヒドロキシ酪酸
- リンゴ酸
- 酒石酸
- シトラマル酸
- クエン酸
- イソクエン酸
- ロイシン酸
- メバロン酸
- パントイン酸
- リシノール酸
- リシネライジン酸
- セレブロン酸
- キナ酸
- シキミ酸

### 芳香族ヒドロキシ酸
- モノヒドロキシ安息香酸誘導体
  - サリチル酸
  - クレオソート酸（ホモサリチル酸、ヒドロキシ（メチル）安息香酸）
  - バニリン酸
  - シリング酸
- ジヒドロキシ安息香酸誘導体
  - ピロカテク酸
  - レソルシル酸
  - プロトカテク酸
  - ゲンチジン酸
  - オルセリン酸
- トリヒドロキシ安息香酸誘導体
  - 没食子酸
- フェニル酢酸誘導体
  - マンデル酸
  - ベンジル酸
  - アトロラクチン酸
- ケイヒ酸、ヒドロケイヒ酸誘導体
  - メリロト酸
  - フロレト酸
  - クマル酸
  - ウンベル酸
  - コーヒー酸
  - フェルラ酸
  - シナピン酸